# Kosciuscola tristis
Kosciuscola tristis är en insektsart som beskrevs av Sjöstedt 1933. Kosciuscola tristis ingår i släktet Kosciuscola och familjen gräshoppor. Inga underarter finns listade i Catalogue of Life.

## Bildgalleri

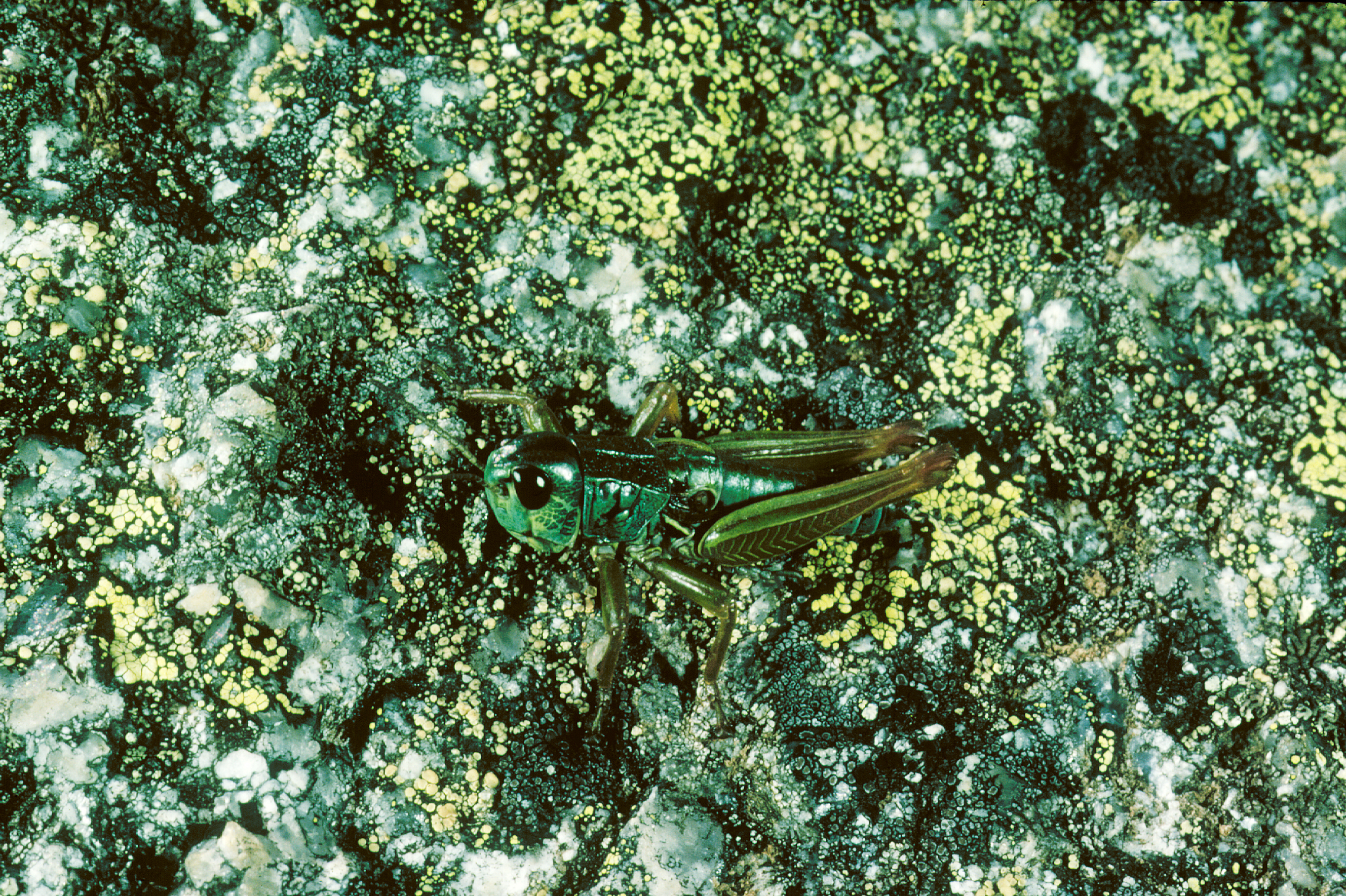